# 一条リオン
一条 リオン（いちじょう りおん、1994年6月9日 - ）は、日本のAV女優。スタイルワン所属。

## 略歴・人物
2014年4月、オーブエンターテイメント所属の「琴音りあ（ことね りあ）」としてAVデビュー。
2015年2月、「YURINA」に改名し、Duoエンターテイメントに移籍。
2015年10月20日、自身のツイッターで「一条リオン」に再改名し、スタイルワンへ再移籍。

## 出演作品

### 「琴音りあ」名義

#### アダルトDVD
2014年
- New Comer 美肌の女神（4月11日、マックス・エー）
- 1000人に1人、奇跡の艶舌舐めまくりオールゴックンSEX（5月9日、マックス・エー）
- 大噴水 華麗なる潮吹きSEX（6月13日、マックス・エー）
- 強姦学園 剥がされた女教師（7月11日、マックス・エー）

2015年
- 狙われた妹（1月7日、アタッカーズ）
- キャビン・アテンダント 哀しみの凌辱フライト 3（2月7日、アタッカーズ）
- 犯されたスイミング・インストラクター 暴虐に濡れて（3月7日、アタッカーズ）

#### イメージDVD
- 初裸 68（2014年4月10日、REbecca）

### 「一条リオン」名義

#### アダルトDVD
2015年
- 海の駐車場で生着替えする美巨乳女を偶然目撃してしまった僕は… 2（9月10日、DOC）他出演:松本メイ、星野千紗
- 素人ナンパ持ち帰り!盗撮SEX横流し映像 10（10月9日、ナンパHEAVEN）
- ギャル限定ハーレム風俗（11月1日、MOODYZ）共演:AIKA、上原花恋、HIKARI
- 偉大なる悪魔たちを召喚してしまったから子作り（11月1日、ズッコン/バッコン）共演:AIKA、松本メイ、阿部乃みく
- 媚薬!発情!中出し!野外フェス!! 〜サンオイルに仕込まれた媚薬が効きすぎちゃって!見つけたチ○ポは中に出すまで離さない!!〜（11月2日、DOC）共演:ERIKA、藤本紫媛、AIKA、松本メイ
- ハーフ下着モデルの中出しFUCK!（11月7日、Be Free）
- 一般男女モニタリングAV 1発10万円!奇跡の連続射精大会ここに開催! 渋谷で声をかけた一般シロウト女子大生と応募で集めた童貞クンが初対面で即ナマ性交! 性欲溢れる童貞チ○ポを腰振り騎乗位で完全筆おろし! 2 一度の射精では収まらない!終わらない連続中出し!! 合計4組17発!（11月12日、ディープス）他出演:松本メイ、藤本紫媛、西条沙羅
- ガチ本番!! 極上素人ナンパ即挿入!! in大宮（11月13日、S級素人）他出演:稀夕らら、酒井ももか、森はるら、月島遥花、彩城ゆりな、裕木まゆ ほか
- 過激すぎるド素人娘 4時間スペシャル 29（11月13日、S級素人）他出演:森はるら、酒井ももか、笹本梓、神戸らんか
- 街行くアカンそうな素人をナンパ! 「そんなアカン娘を逮捕!」 手錠かけてHな事しちゃいました♥ PART6（11月20日、DOC）他出演:松本メイ ほか
- 1000人と中出しした伝説のヤリマンに完全密着!!（11月25日、本中）
- 無職、しかも45歳のオヤジである私が格安の家賃に釣られ入居したシェアハウスは若い娘だらけ! 未だ独身でしがないおじさんの私は、職を失ってしまい少しでも節約する為に家賃の安いシェアハウスに入居。するとそこは若い女の子たちしか住んでおらず、しかもヤリマンしかいないシェアハウスだった!簡単にヤらせてもらえるかと少し期待をしてみたが、そんなうまい話はなく現実は厳しい…。しかしそんある時、私の勃起したチ○コを女の子たちに見られ、しかもデカチンだから興味を持ってしまったようで、その日から私の性生活は一変し毎日毎日チ○コを求められて大変です!（12月10日、Hunter）他出演:西条沙羅、紺野ひかる、事原みゆ、早川瑞希、逢沢るる ほか
- 新入社員のADが、どこからどう見てもヤリマンギャル! 乳もケツも見えそうなソソる格好で、社内だろうが撮影現場だろうがヤりたくなったらヤりまくる見た目通りな期待の新人だった!!（12月24日、SOSORU×GARCON）
- 出会って速攻、女優の方から襲いかかる生中出しSEX（12月25日、ダスッ!）

2016年
- みんなでパコろッ! SEXだいすきヤリマンギャル（1月1日、h.m.p）
- 渋谷発ネイルサロンに来店したギャルばかりを狙う媚薬オイルエステ盗撮 2（1月1日、変態紳士倶楽部）他出演:西条沙羅、藤本紫媛、上原花恋
- 出会い系で連れ込んだ爆乳素人を隠し撮り、そのまま無許可でAV発売。 Vol.3（1月1日、Fitch）
- 隣のギャルママ（1月7日、GALDQN）
- 誘惑♥美容室（1月8日、ドリームチケット）
- MOODYZファン感謝祭 第4回バコバコ中出しキャンプ2016 無制限中出し!孕ませカーニバル!!（1月13日、MOODYZ）共演:千乃あずみ、紺野ひかる、星野ひびき、香山美桜、なつめ愛莉、羽月希、西条沙羅
- 一条リオンSEXドキュメント「本当のワタシ」（9月23日、クリスタル映像）

#### アダルトDVD（無修正）
2016年
- メルシーボークー 13 ガチすぎてエロすぎる濃厚中出し性交 : 一条リオン（5月20日、メルシーボークー）
- S Model 161 パコパコパーティ : 成宮はるあ、希美かんな、美月優芽、碧木凛、一条りおん、西条沙羅（8月15日、スーパーモデルメディア）
- マンコ図鑑 西条沙羅 成宮はるあ 一条リオン 希美かんな 碧木凛 美月優芽（8月25日、カリビアンコム）
- ラフォーレ ガール Vol.76 今夜、ご注文はどっち？！ : 一条リオン、成宮はるあ（9月8日、ラフォーレ ガール）

### 「りおん」名義

#### アダルトDVD
2015年
- りおん（9月11日、俺の素人）
- りおん 2（10月2日、俺の素人）

### 「鈴木里緒奈」名義

#### アダルトDVD（無修正）
2016年
- 鬼逝 - 鈴木里緒奈（11月8日、東京熱）
- 大輪姦 噴水排尿ガチ恥晒（12月6日、東京熱）

2017年
- 一刀両断 - 鈴木里緒奈（1月6日、東京熱）

## テレビ出演

### 「琴音りあ」名義
- Sweet Angel #35（2014年6月27日（初回放送日）、MONDO TV）